# Trachybyrsis
Eugnosta là một chi bướm đêm thuộc phân họ Tortricinae của họ Tortricidae.

## Các loài
- Trachybyrsis euglypta Meyrick, 1927
- Trachybyrsis hypsitropha Bradley, 1965

## Hình ảnh

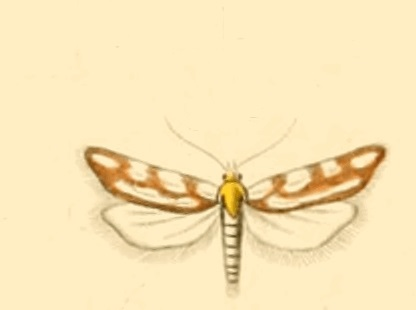